# 克劳斯·埃霍恩
克劳斯·埃霍恩（德語：Claus Erhorn，1959年1月18日—），德国男子马术运动员。他曾代表西德参加1984年和1988年夏季奥林匹克运动会马术比赛，获得一枚金牌和一枚铜牌。